# Stanmore
Stanmore es un barrio del municipio londinense de Harrow. Se encuentra a unos 18 km (11 mi) al noroeste de Charing Cross, Londres, Reino Unido. Según el censo de 2011 contaba con una población de 23 700 habitantes.